# 시호냉이족
시호냉이족(柴胡--族, 학명: Conringieae 콘링기에아이[*])은 배추과의 족이다.

## 하위 분류
- 시호냉이속(Conringia Heist. ex Fabr.)
- Zuvanda (Dvorák) Askerova